# Jérémy Lecroq
Jérémy Lecroq (ur. 7 kwietnia 1995 w Paryżu) – francuski kolarz szosowy.
Lecroq jest medalistą mistrzostw Francji w kolarstwie torowym.

## Osiągnięcia
Opracowano na podstawie:
2017
- 3. miejsce w Ronde van Vlaanderen U23
- 3. miejsce w ZLM Tour
- 3. miejsce w Paryż-Bourges

2018
- 1. miejsce w Grand Prix de la Ville de Lillers

2020
- 4. miejsce w Paryż-Chauny

2023
- 2. miejsce w Le Tour des 100 Communes

## Rankingi
| Rok             | 2015 | 2016  | 2017 | 2018 | 2019  | 2020 | 2021 | 2022  | 2023  | 2024  |
| --------------- | ---- | ----- | ---- | ---- | ----- | ---- | ---- | ----- | ----- | ----- |
| World Ranking   |      | 2336. | 316. | 593. | 3316. | 553. | 303. | 2288. | 1460. | 1240. |
| UCI Europe Tour | 787. | 1560. | 143. | 351. | 2013. | 450. | 256. | 1436. | -     | -     |
|                 |      |       |      |      |       |      |      |       |       |       |
| Źródło: UCI     |      |       |      |      |       |      |      |       |       |       |